# Nessia layardi
Nessia layardi är en ödleart som beskrevs av  Edward Frederick Kelaart 1853. Nessia layardi ingår i släktet Nessia och familjen skinkar.
Artens utbredningsområde är Sri Lanka. Inga underarter finns listade i Catalogue of Life.